# Суарес, Педро
Педро Бонифачо Суарес Перес, широко известный как Арико Суарес (5 июня 1908 — 18 апреля 1979) — испано-аргентинский футболист, левый полузащитник, который играл за «Бока Хуниорс», с клубом выиграл пять чемпионских титулов; и за сборную Аргентины, в том числе на открытии чемпионата мира 1930 года, он был единственным представителем Канарских островов, когда-либо игравшим на чемпионате мира до Педро Родригеса Ледесмы, который выиграл чемпионат мира по футболу 2010 со сборной Испании.

## Карьера игрока

### Клубная
Суарес родился в Санта-Брихиде (Гран-Канария), но эмигрировал в Аргентину вместе со своими родителями в юном возрасте. Он начал свою карьеру в 1926 году с «Феррокарриль Оэсте», где играл до перехода в «Бока Хуниорс» в 1930 году.
В своём первом сезоне с «Бокой» Суарес выиграл чемпионат Аргентины по футболу 1930. В течение следующего десятилетия он выиграл четыре чемпионата: в 1931, 1934, 1935 и 1940 годах. В 1940 году он также выиграл Кубок Ибаргурена. Арико сыграл в общей сложности 335 матчей во всех соревнованиях, забив один гол в матче с «Платенсе», который закончился вничью 2:2 6 августа 1933 года.

### В сборной
Суарес дебютировал за сборную Аргентины на чемпионате мира 1930 года, он сыграл в общей сложности 12 матчей за сборную Аргентины с 1930 по 1940 год.

## Достижения
- Чемпионат Аргентины (5): 1930, 1931, 1934, 1935, 1940
- Кубок Ибаргурена (1): 1940